# Joel Rush
Joel Rush (Logansport, 26 de agosto de 1981) es un actor y modelo estadounidense. Es conocido por su papel de Edward «Eddie» Willis en la serie de horario estelar de Oprah Winfrey Network, If Loving You Is Wrong.

## Vida y carrera
Rush nació en Logansport, Indiana. En 2009, quedó subcampeón de la primera temporada del reality show de competencia de ABC True Beauty. Más tarde comenzó a aparecer en televisión, incluyendo un papel recurrente en la serie de NBC Days of Our Lives y papeles de estrella invitada en Make It or Break It, Big Time Rush, Betty White's Off Their Rockers, y Femme Fatales. Rush también apareció en varias películas de comedia romántica gay, incluidas Eating Out 4: Drama Camp (2011), Eating Out: The Open Weekend (2011) y Love or Anyway (2012).
En 2014, Rush fue elegido como Edward «Eddie» Willis en la seie de horario estelar de Oprah Winfrey Network, If Loving You Is Wrong. Posteriormente ha aparecido en las películas Bachelors (2015), Desnudo (2017), Honey: Rise Up and Dance (2018), This Is Our Christmas (2018), A Madea Family Funeral (2019) y The Trap (2019). En televisión, tuvo un papel recurrente en la serie de Netflix Lucifer como Zadkiel en 2021, y en la comedia de HBO The Righteous Gemstones en 2022.

## Filmografía

### Películas
| Año  | Título                                   | Papel          |
| ---- | ---------------------------------------- | -------------- |
| 2011 | Eating Out 4: Drama Camp                 | Andy           |
| 2011 | Eating Out: The Open Weekend             | Andy           |
| 2012 | Love or Whatever                         | Pete           |
| 2013 | Four of Hearts                           | Kevin          |
| 2013 | Out West                                 | Buck Wildstone |
| 2015 | Bachelors                                | Jesse          |
| 2017 | Desnudo                                  | Groom          |
| 2018 | Honey: Rise Up and Dance                 | Luke           |
| 2018 | Runnin' from My Roots                    | Cameron Somers |
| 2018 | This Is Our Christmas                    | Mike Davenport |
| 2019 | A Madea Family Funeral                   | Oficial        |
| 2019 | The Trap                                 | Powers         |
| 2021 | Beverly Hills Christmas 2 Director's Cut | Mike Davenport |
| 2021 | The Shallow                              | Simpson        |

### Televisión
| Año       | Título                          | Papel                          | Notas                                       |
| --------- | ------------------------------- | ------------------------------ | ------------------------------------------- |
| 2009–2011 | Days of Our Lives               | Subgerente / Chez Rouge Patron | 7 episodios                                 |
| 2010      | Make It or Break It             | Carlos                         | Episodio: "Are We Family?"                  |
| 2010      | Party Down                      | Sato                           | Episodio: "Party Down Company Picnic"       |
| 2010      | Big Time Rush                   | Hunky Manager                  | Episodio: "Big Time Christmas"              |
| 2012      | The Ropes                       | Ralph                          | 2 episodios                                 |
| 2012      | Betty White's Off Their Rockers | Policía atravtivo              | 2 episodios                                 |
| 2012      | Femme Fatales                   | Pecs                           | Episodio: "16 Minutes of Fame"              |
| 2013      | Marked                          | Ryan                           | Película de televisión                      |
| 2013      | My Synthesized Life             | Sam                            | Episodio: "Turn the Music Off"              |
| 2013      | Ironside                        | Brian                          | Episodio: "Sleeping Dogs"                   |
| 2013      | Christmas in the City           | Santa atravtivo #1             | Película de televisión                      |
| 2014–2017 | If Loving You Is Wrong          | Edward 'Eddie' Willis          | 61 episodios                                |
| 2018      | MacGyver                        | Darryl                         | Episodio: "Riley + Airplane"                |
| 2021      | Genius                          | Primer productor famoso        | Episodio: "Aretha: Young, Gifted and Black" |
| 2021      | Lucifer                         | Zadkiel                        | 3 episodios                                 |
| 2022      | The Righteous Gemstones         | Sky                            | 6 episodios                                 |